# 하준 (가수)
하준(본명: 강동기, 1965년 1월 16일 ~ )은 대한민국의 가수이다.

## 경력
- 2017년 채널넘버식스 대표

## 음반
- 2019년 촛불 같은 사랑